# Hoofdvaarweg Lemmer-Delfzijl
Hoofdvaarweg Lemmer-Delfzijl (HLD) is een vaarweg tussen de plaatsen Lemmer en Delfzijl in de Nederlandse provincies Friesland en Groningen en bestaat uit drie kanalen: het Prinses Margrietkanaal, het Van Starkenborghkanaal en het Eemskanaal. Sinds 1 januari 2014 is Rijkswaterstaat  eigenaar en beheerder van de vaarweg.
De vaarroute loopt van het IJsselmeer bij Lemmer via het Prinses Margrietkanaal, het Van Starkenborghkanaal en het Eemskanaal naar de Eems. Het is een van de belangrijkste waterwegen voor de economie van Friesland en Groningen. Voor de beroepsvaart worden de havens van Rotterdam en Amsterdam verbonden met de havens van Delfzijl, de Eemshaven, (Groningen Seaports) en die in Noord-Duitsland.
De Hoofdvaarweg Lemmer-Delfzijl voldoet nog niet aan de eisen die gesteld worden aan een vaarweg voor schepen van klasse Va. 
Rijkswaterstaat is bezig om het kanaal hiervoor geschikt te maken en er is een grootschalige renovatie gepland. De plannen omvatten onder andere:
- vervangen van acht bruggen
- verdieping en verbreding
- het symmetrisch maken van de vaarweg
- vervangen van oevers, ligplaatsen en meerpalen

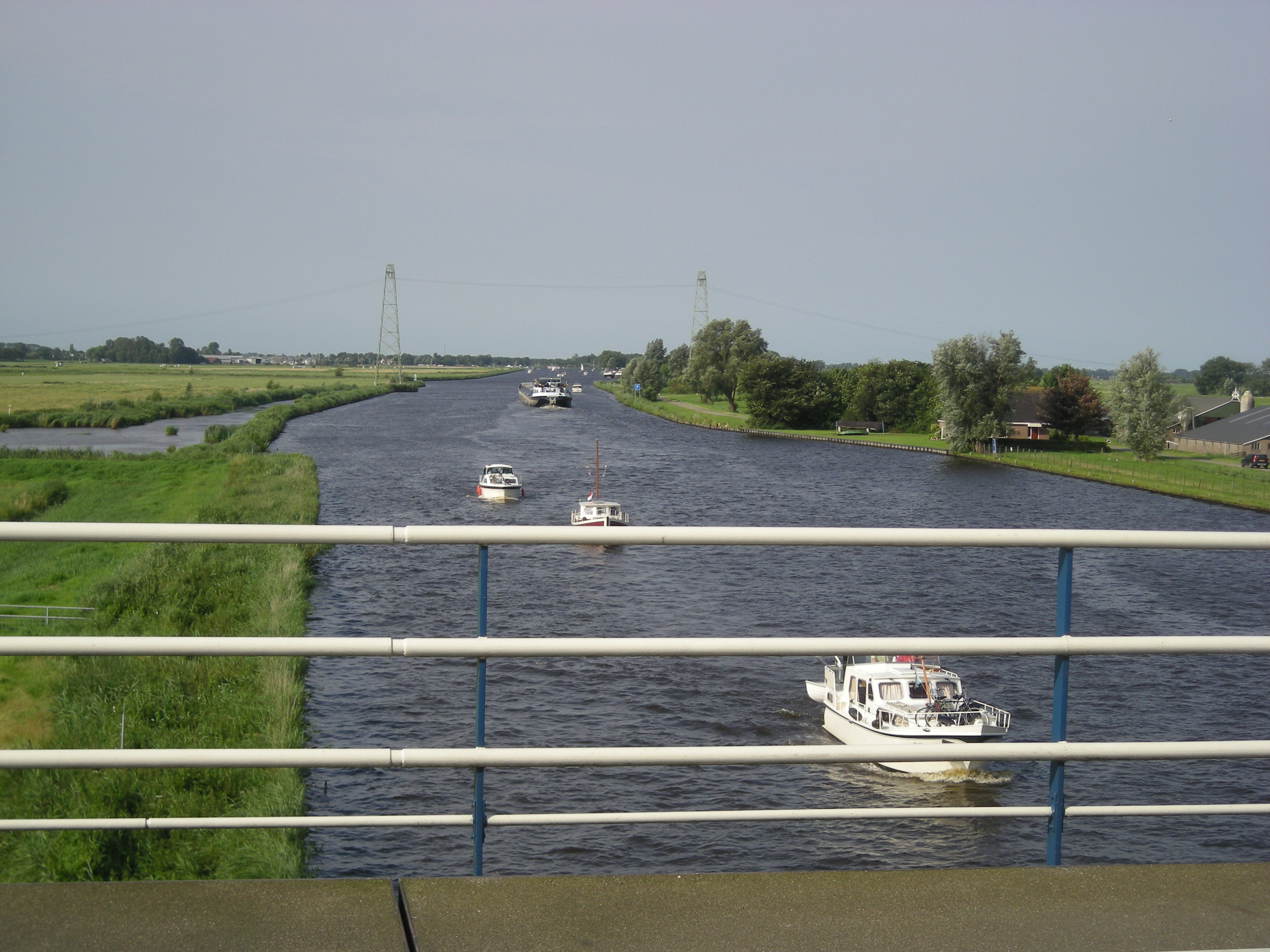
Prinses Margrietkanaal bij Oude Schouw
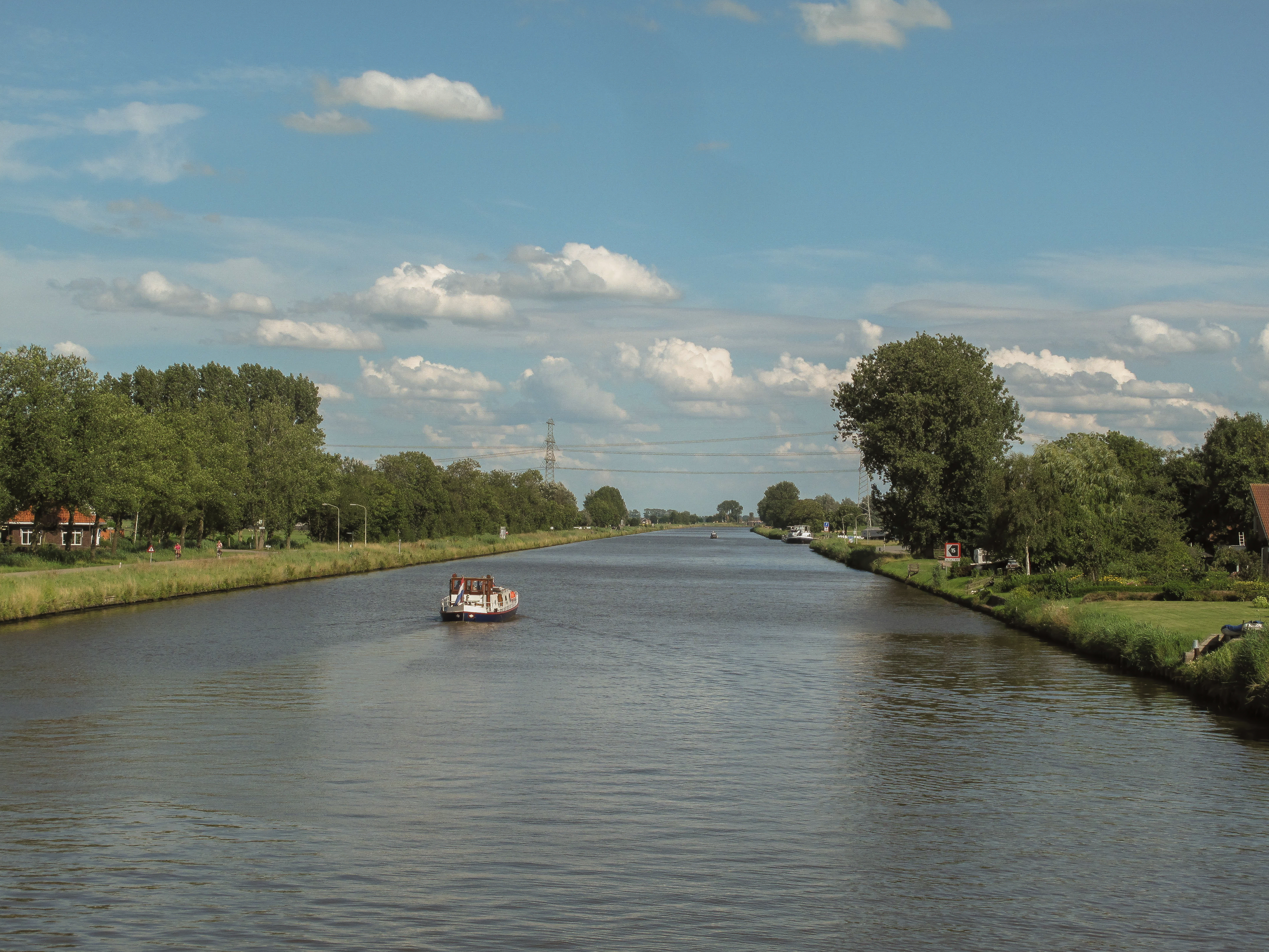
Het Van Starkenborghkanaal bij Aduard
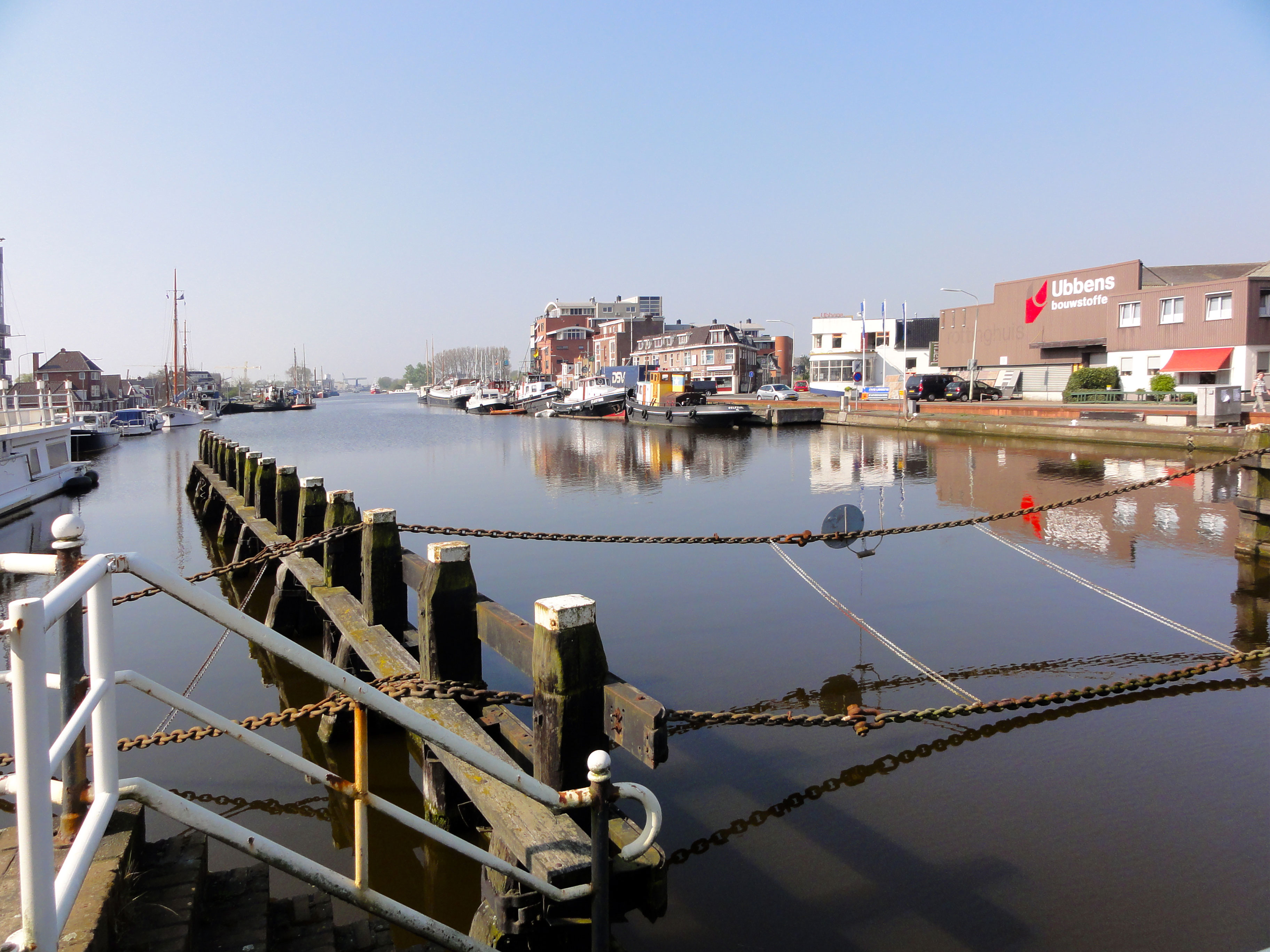
Eemskanaal bij Delfzijl